# Форбс, Джон (португальский генерал)
Джон Форбс, также известный как Жуан Форбс (1733, Абердиншир, Шотландия, Великобритания — 1808, Рио-де-Жанейро, португальская Бразилия) — португальский генерал британского происхождения.

## Биография
Джон Форбс родился в шотландской дворянской семье и был единственным сыном Патрика Форбса, владельца имения Скелатер в Абердиншире (поэтому он также известен как Джон Фобрс-Скелатер). В 15 лет он добровольцем записался в английскую армию, участвовал в ходе Войны за Австрйиское наследство в осаде Маастрихта. Когда Португалия обратилась к иностранным державам в поисках кадров для реорганизации своей армии, которую производил генералиссимус граф Вильгельм Липпе-Бюккебургский, Джон Форбс откликнулся на призыв одним из первых. В 1762 году во время франко-испанского вторжения в Португалию, являвшегося частью Семилетней войны, и закончившегося для захватчиков неудачей, Джон Форбс сражался на португальской стороне.
Католик по вероисповеданию, Форбс женился на знатной португалке и решил остаться в Португалии. К 1789 году, после почти трёх десятилетий мирной службы, он вышел в отставку в чине полного генерала и в статусе рыцаря Ависского ордена. Но уже вскоре во Франции произошла революция, и тогда выяснилось, что карьера генерала Форбса по сути ещё только началась.
После того, как во Франции была провозглашена республика, Испания объявила войну Франции и послала на Пиренеи свою армию во главе с талантливым военачальником генералом Рикардосом. Португалия решила присоединиться к боевым действиям, тоже объявила войну Франции и отправила на Пиренеи свой армейский корпус, который возглавил генерал Джон Форбс. Первоначально испанцам и их португальским союзникам сопутствовал успех, было выиграно несколько сражений и захвачен ряд городов и стратегических пунктов, однако затем французские войска генералов Флера и Дагобера переломили ход боевых действий, а смерть генерала Рикардоса в ходе кампании ещё ухудшила ситуацию для испанцев. Между испанскими и португальскими командирами усилились раздоры, к тому же помимо испанцев генерал Форбс постоянно конфликтовал со своим заместителем, молодым и амбициозным военачальником Гомешем Фрейри де Андраде, который затем перейдёт на сторону Наполеона в ходе Наполеоновских войн.
В результате испано-португальские войска потерпели поражение от французов, а их державы подписали мирный договор и вышли из войны. Джон Форбс вернулся в Португалию не сыскав ожидаемой славы. Однако, для Португалии это было только начало. В 1807 году генерал Жюно во главе сильного отряда французских войск вторгся в Португалию и захватил её. Португальская королевская семья и почти весь двор на многих судах эмигрировали в Бразилию. Туда же отправился и генерал Джон Форбс, который по прибытии был назначен губернатором тогдашней столицы — города Рио-де-Жанейро. Там он и умер в 1808 году.